# Свистун філіпінський

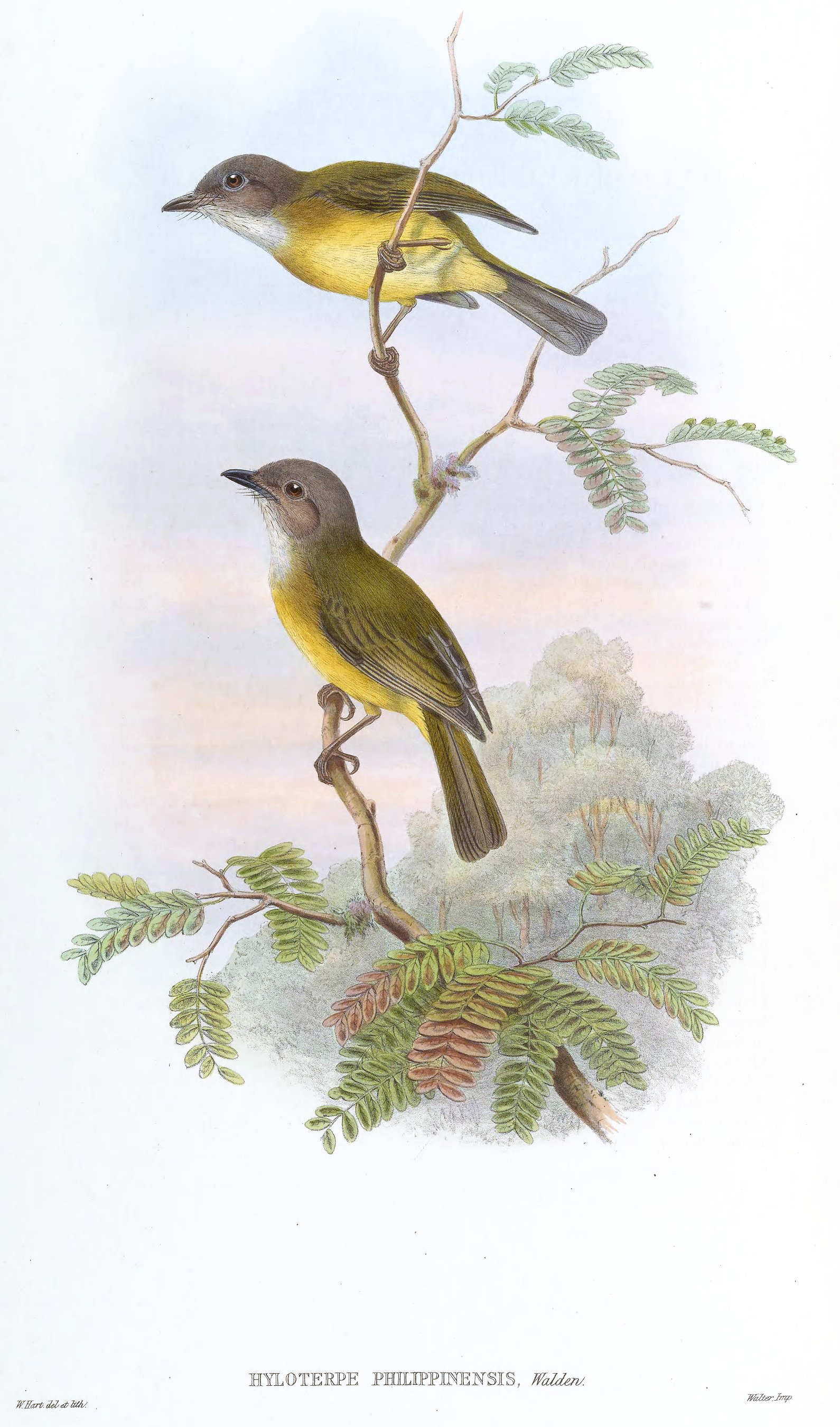
Філіпінські свистуни

Свистун філіпінський (Pachycephala philippinensis) — вид горобцеподібних птахів родини свистунових (Pachycephalidae). Ендемік Філіппін. Виділяють низку підвидів.

## Підвиди
Виділяють сім підвидів:
- P. p. fallax (McGregor, 1904) — острів Калаян[en];
- P. p. illex (McGregor, 1907) — острів Каміґуїн;
- P. p. philippinensis (Walden, 1872) — острови Лусон і Катандуанес;
- P. p. siquijorensis Rand & Rabor, 1957 — острів Сіхікор;
- P. p. apoensis (Mearns, 1905) — острови сходу і півдня Філіппін;
- P. p. basilanica (Mearns, 1909) — острів Басілан;
- P. p. boholensis Parkes, 1966 — острів Бохоль.

## Поширення і екологія
Філіпінські свистуни живуть в рівнинних і гірських тропічних лісах.